# Alfredo Lalanne
Alfredo Lalanne (Buenos Aires, 3 de marzo de 1983) es un exjugador argentino de rugby que se desempeñaba como medio scrum. Fue parte del seleccionado nacional, Los Pumas.

## Selección nacional
Fue convocado a los Pumas por primera vez en agosto de 2008 para enfrentar a los Springboks y disputó su último partido en octubre de 2011 ante los All Blacks. En total jugó 10 partidos y no marcó puntos.

### Participaciones en Copas del Mundo
Participó del mundial de Nueva Zelanda 2011 donde fue suplente de Nicolás Vergallo y disputó 3 partidos.
| Mundial                       | Sede          | Resultado        | PJ | Tries |
| ----------------------------- | ------------- | ---------------- | -- | ----- |
| Copa Mundial de Rugby de 2011 | Nueva Zelanda | Cuartos de final | 3  | 0     |

## Palmarés
- Campeón del Torneo Nacional de Clubes de 2006 y 2008.
- Campeón del Torneo de la URBA de 2003 y 2004.